# Doris Barnett
Doris Barnett (Ludwigshafen, 22 mai 1953) est une femme politique allemande. 